# Tickellia hodgsoni
Tickellia hodgsoni là một loài chim trong họ Cettiidae.